# Xana Blue
Xana Blue   (Barcelona, 1981), o simplement Xana, és el nom artístic d'una cantant de dancehall, tecno i pop coneguda sobretot a finals de la dècada del 1990 per les seves actuacions en sales de ball i cançons de música electrònica en català. Van destacar les col·laboracions amb els productors Sak Noel i Mak. El seu nom artístic prové del significat que té la paraula blue en anglès (tristesa).

## Carrera musical
El 2007 va participar com a cantant a la popular cançó de Mak & Sak, Em poses a 100. L'any següent hi tornà a col·laborar en el tema Tinc ganes de festa.
El 2015 va poder editar el seu disc Km 12, a través de la plataforma de finançament Verkami, descrit per la seva autora com a més madur. Es titula així per un accident de cotxe que va tenir la cantant, quan es va quedar aturada al costat d'un senyal amb la inscripció "km 12".
El 2023 va actuar a l'Orgull LGBTI alternatiu de Barcelona, al costat d'altres artistes com Fades o DJ Puerkas.
El 2024 va estrena un nou tema amb el grup Lal'Ba anomenat Sushi Shanghai.

## Discografia
| Nom                         | Any  | Tipus   |
| --------------------------- | ---- | ------- |
| Sushi Shanghai (amb Lal'Ba) | 2024 | Senzill |
| Km 12                       | 2015 | Àlbum   |